# Diesel and Dust
Diesel and Dust war das sechste Studioalbum der australischen Rockband Midnight Oil, das im August 1987 veröffentlicht wurde. Diesel and Dust wurde produziert von Warne Livesey zusammen mit der Band. Es ist ein Konzeptalbum über die Kämpfe der Aborigines um ihre Besitzansprüche in Australien und über Umweltfragen, beides Themen, mit denen sich Midnight Oil immer wieder auseinandersetzte.
Die Idee zu diesem Konzeptalbum ergab sich durch die „Blackfella/Whitefella-Tour“ im Jahr 1986, die die Band zusammen mit Gruppen wie die Warumpi Band und Gondwanaland unternommen hatte.

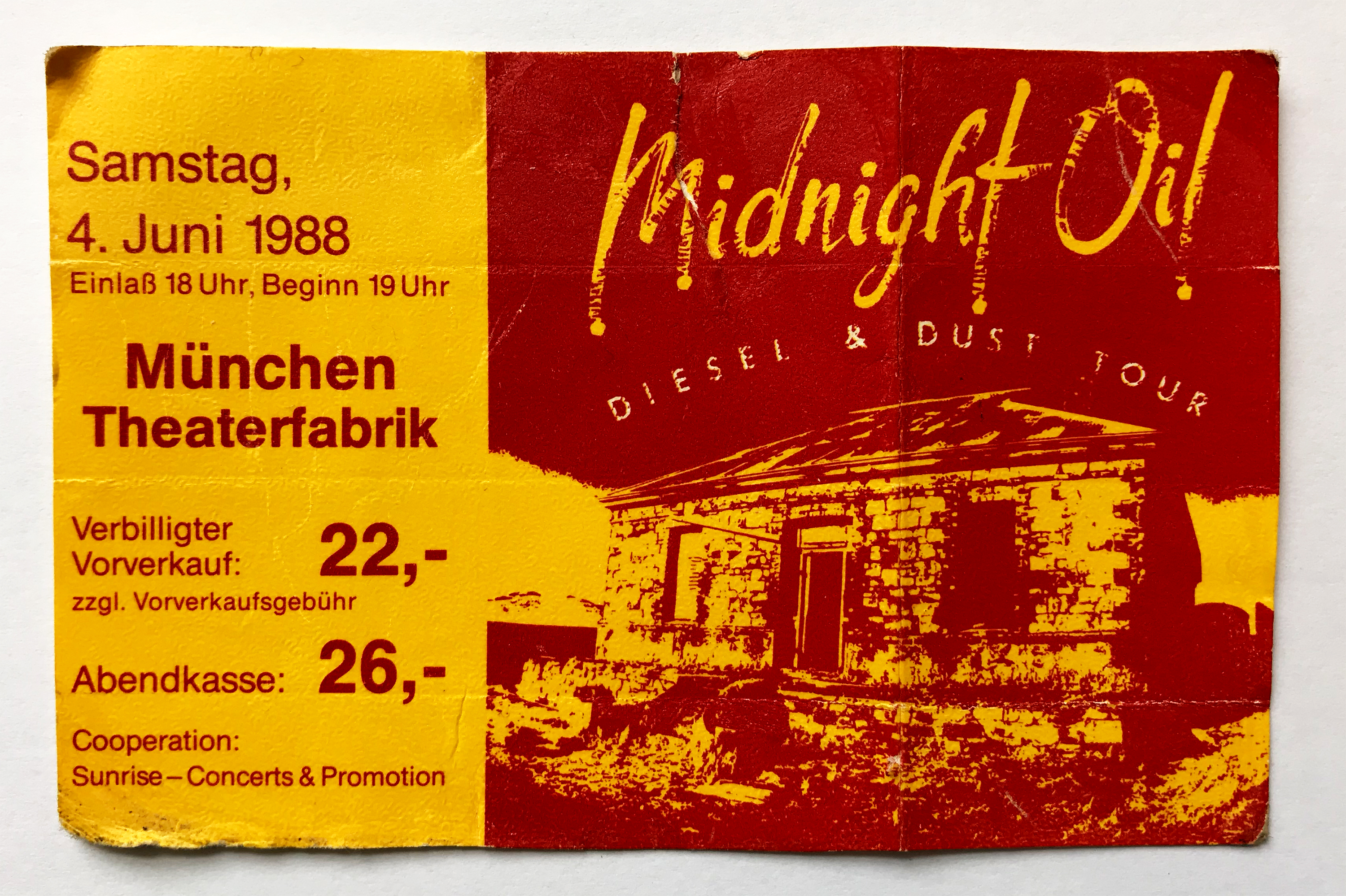
Ticket der 1988er "Diesel & Dust Tour". Das Ticket zeigt rechts eine farbreduzierte Version des gleichnamigen Plattencovers.

## Musiker
- Peter Garrett – Gesang
- Peter Gifford – Bass, Gesang
- Robert Hirst – Schlagzeug, Gesang
- Jim Moginie – Gitarre, Keyboard
- Martin Rotsey – Gitarre

## Titel
1. Beds Are Burning (4:14) Garrett, Hirst, Moginie
2. Put Down that Weapon (4:38) Garrett, Hirst, Moginie
3. Dreamworld (3:36) Garrett, Hirst, Moginie
4. Arctic World (4:21) Garrett, Moginie
5. Warakurna (4:38) Moginie
6. The Dead Heart (5:10) Garrett, Hirst, Moginie
7. Whoah (3:50) Garrett, Moline
8. Bullroarer (4:59) Garrett, Hirst, Moginie
9. Sell My Soul (3:35) Garrett, Moline
10. Sometimes (3:53) Garrett, Hirst, Moline
11. Gunbarrel Highway (3:38) Garrett, Gifford, Hirst, Moginie, Rotsey

## Rezeption
Michael Reinboth rezensierte das Album für den Musikexpress. Er beanstandete die gleichermaßen klischeehaften Liedstrukturen und Texte, wobei in Letzteren auch ein „moralisches Sendungsbewusstsein“ zum Ausdruck käme. Es sei dennoch „unterm Strich eine vielseitige LP mit Pop-Obertönen, guter Gitarrenarbeit und ein paar gewollt schrägen Einfällen.“ Er schloss mit drei von sieben möglichen Punkten und dem Fazit: „Solide und mäßig originell.“ Marcel Anders rezensierte das Werk anlässlich seiner Wiederveröffentlichung 20 Jahre später noch einmal, jedoch unter einem anderen Gesichtspunkt. Er lobte den prophetischen Blick der Texte und kreidete den Hörern an, dass sie die Botschaften nicht aufgenommen, stattdessen die Musik zu Partyzwecken missbraucht hätten. Er vergab vier Punkte. Willi Andresen schrieb 1990 im tip, mit „unnachahmlich erfrischenden Rock-Tönen und -Rhythmen“ sei die „Blackfella/Whitefella-Tour“ dokumentiert worden. Die Lieder spiegelten das Leben und die Probleme zu einer bestimmten Zeit wider. Dies zeichne echte, klassische Rockplatten aus.
Im Jahr 1989 erreichte Diesel and Dust im Rolling-Stone-Magazin den Platz 13 unter den 100 besten Alben der 1980er Jahre.

## Kommerzieller Erfolg

### Chartplatzierungen
| ChartsChartplatzierungen       | Höchstplatzierung | Wochen |
| ------------------------------ | ----------------- | ------ |
| Australien (ARIA)              | 1 (… Wo.)         | …      |
| Deutschland (GfK)              | 13 (42 Wo.)       | 42     |
| Neuseeland (RMNZ)              | 1 (34 Wo.)        | 34     |
| Schweiz (IFPI)                 | 7 (34 Wo.)        | 34     |
| Vereinigte Staaten (Billboard) | 21 (55 Wo.)       | 55     |
| Vereinigtes Königreich (OCC)   | 19 (16 Wo.)       | 16     |

| ChartsJahrescharts (1987) | Platzierung |
| ------------------------- | ----------- |
| Neuseeland (RMNZ)         | 6           |

| ChartsJahrescharts (1988) | Platzierung |
| ------------------------- | ----------- |
| Australien (ARIA)         | 27          |
| Neuseeland (RMNZ)         | 13          |
| Schweiz (IFPI)            | 5           |

### Auszeichnungen für Musikverkäufe
| Land/Region                  | Auszeichnungen für Musikverkäufe (Land/Region, Auszeichnung, Verkäufe) | Verkäufe  |
| ---------------------------- | ---------------------------------------------------------------------- | --------- |
| Australien (ARIA)            | 7× Platin                                                              | 490.000   |
| Deutschland (BVMI)           | Platin                                                                 | 500.000   |
| Frankreich (SNEP)            | 2× Platin                                                              | 600.000   |
| Kanada (MC)                  | 3× Platin                                                              | 300.000   |
| Neuseeland (RMNZ)            | 8× Platin                                                              | 160.000   |
| Niederlande (NVPI)           | Gold                                                                   | 50.000    |
| Schweiz (IFPI)               | 2× Platin                                                              | 100.000   |
| Vereinigte Staaten (RIAA)    | Platin                                                                 | 1.000.000 |
| Vereinigtes Königreich (BPI) | Gold                                                                   | 100.000   |
| Insgesamt                    | 2× Gold · 24× Platin ·                                                 | 3.300.000 |